# Christopher Lloyd
Christopher Allen Lloyd (Stamford, Connecticut, 22 d'octubre de 1938) és un actor estatunidenc.

## Biografia
Christopher Lloyd va néixer a Stamford, Connecticut, fill de Ruth Lapham (la germana de l'alcalde de San Francisco, Roger Lapham) i Samuel R. Lloyd. Va anar a la Fessenden School, una prestigiosa escola preparatòria a Newton, Massachusetts.
El 1957 es va graduar a la Staples High School, i als 19 anys va començar estudiant actuació a Nova York, a la casa d'un veí que es deia Sanford Meisner. A la seva primera pel·lícula, Christopher Lloyd va fer de pacient d'un psiquiatre.
És curiós que els noms de la majoria dels seus personatges sigui Reverend Jim, Jim, o Doc Brown.
Christopher Lloyd es distingeix pels seus personatges extravagants. Una de les seves primeres aparicions famoses va ser al costat de Jack Nicholson a Algú va volar sobre el niu del cucut. Es va convertir en una estrella amb la saga Retorn al futur.
Els seus amics, companys, i aficionats que l'han conegut el descriuen com un home tímid i tranquil. El seu nebot, Sam Lloyd, és més conegut pel seu paper de Ted Buckland, l'advocat en la sèrieScrubs.

## Carrera com a actor
Lloyd va començar a actuar amb 14 anys com a aprenent durant un estiu. Va prendre classes temporals a Nova York amb 19 anys, algunes en la casa del seu veí Sanford Meisner. Va aparèixer a alguns musicals de Broadway: Happy End, A Midsummer Night's Dream, Xarxa, White and Maddox, Kaspar, The Harlot and the Hunted, The Seagull, Total Eclipse, Macbeth, In the Boom Boom Room, Cracks, Professional Resident Company, What Every Woman Knows , And They Put Handcuffs on the Flowers, The Father, King Lear i Power Failure.
El primer paper important de Lloyd va ser el d'un pacient psiquiàtric a Algú va volar sobre el niu del cucut. És més recordat pels seus papers com Reverend Jim Ignatowski, l'ex-hippie taxista a Taxi, i l'excèntric inventor Doc Emmett Brown de Retorn al futur. També va fer papers notables com el comandant Kruge Klingon a Star Trek 3: A la recerca de Spock, el professor Dimple en un episodi de Road to Avonlea, o l'oncle Fester a La família Addams.
També va aparèixer en un joc per a PC de 1996, anomenat Toonstruck, on era el protagonista transportat a un món de dibuixos animats, i també va ser un personatge regular a la sitcom de Pamela Anderson Stacked. Lloyd ha fet molts papers a programes de TV, per exemple, un episodi de Malcolm, on és l'excèntric avi patern de Malcolm. També va interpretar el Constitucionalista Lawrence Lessig (que a la vida real és vint anys més jove que Lloyd) en un episodi de la sisena temporada de The West Wing.
Molts dels seus papers són de caràcter còmic, o bé hiperactiu (Reverend Jim o Dr. Emmett Brown), o bé conservadors tensos (The Dream Team and Mr Mom). Lloyd ha demostrat ser un bon actor dramàtic, com ara a Things to Do in Denver When You're Dead, com un personatge leprós i enginyós.
Lloyd va ser Chevalier de l'Ordre du Corbeau (literalment cavaller de l'ordre del corb) a Bèlgica al BIFFF (Festival internacional de Brussel·les dels films fantàstics) el 12 d'abril de 2007. Lloyd va aparèixer en persona, va respondre a les preguntes de l'audiència i va signar articles.
Lloyd va aparèixer durant l'obertura de Microsoft TechEd 2007, el 4 de juny de 2007, com el personatge del Dr. Emmett Brown deRetorn al futur, com a ganxo còmic per Bob Muglia, primer vicepresident de Microsoft.
El 15 de novembre del 2008, un incendi forestal va cremar una de les seves cases als Estats Units, que valia més de 10 milions de dòlars.

## Filmografia

### Cinema
- 1970: Airport de George Seaton: el patró del restaurant on Guerero abandona la seva dona / un passatger del bus arribant a l'aeroport
- 1975: Algú va volar sobre el niu del cucut (One Flew Over the Cuckoo's Nest) de Miloš Forman: Taber
- 1977: Un autre homme, une autre chance de Claude Lelouch: Jesse James
- 1977: Three Warriors de Kieth Merrill: Steve Chaffey
- 1978: Camí del sud (Goin' South) de Jack Nicholson: Diputat Towfield
- 1979: Butch and Sundance: The Early Days de Richard Lester: Bill Tod Carver
- 1979: The Lady in Red de Lewis Teague: Frognose
- 1979: El camp de cebes (The Onion Field) de Harold Becker: l'advocat a la presó
- 1980: The Black Marble de Harold Becker: el col·leccionista
- 1980: Schizoid de David Paulsen: Gilbert
- 1981: El carter sempre truca dues vegades (The Postman always rings twice) de Bob Rafelson: el venedor
- 1981: The Legend of the Lone Ranger de William A. Fraker: Major Bartholomew "Butch" Cavendish
- 1982: Nacional Lampoon's Movie Madness de Bob Giraldi i Henry Jaglom: Samuel Starkman (al segment Municipalians)
- 1983: Mr. Mom de Stan Dragoti: Larry
- 1983: To Be or Not to Be d'Alan Johnson: el capità S. S. Schultz
- 1984: Star Trek 3: A la recerca de Spock (Star Trek III: The Search for Spock) de Leonard Nimoy: el Comandant Kruge
- 1984: Joy of Sex de Martha Coolidge: Entrenador Hindenberg
- 1984: The Adventures of Buckaroo Banzai Across the 8th Dimension de W.D. Richter: John Bigboote
- 1985: Retorn al futur (Back to the Future) de Robert Zemeckis: Dr. Emmett « Doc » Brown
- 1985: Clue de Jonathan Lynn: el professor Plum
- 1986: Miracles de Jim Kouf: Harry
- 1987: Walk Like a Man de Melvin Frank: Reggie Shand / Henry Shand
- 1988: Track 29 de Nicolas Roeg: Henry Henry
- 1988: Who Framed Roger Rabbit de Robert Zemeckis: Baró von Rotton alias Jutge Doom
- 1988: Eight Men Out de John Sayles: « Sleepy » Bill Burns
- 1989: The Dream Team de Howard Zieff: Henry Sikorsky
- 1989: Retorn al futur 2 (Back to the Future Part II) de Robert Zemeckis: Dr. Emmett « Doc » Brown
- 1989: Per què jo? (Why Me?) de Gene Quintano: Bruno Daley
- 1990: Retorn al futur 3 (Back to the Future Part III) de Robert Zemeckis: Dr. Emmett « Doc » Brown
- 1991: Suburban Comando de Burt Kennedy: Charlie Wilcox
- 1991: La família Addams (The Addams Family) de Barry Sonnenfeld: Oncle Fester / Gordon Craven
- 1993: Twenty Bucks de Keva Rosenfeld: Jimmy
- 1993: Daniel, el trapella (Dennis the Menace) de Nick Castle: Sam
- 1993: Addams Family Values de Barry Sonnenfeld: Oncle Fester
- 1994: Joc d'àngels (Angels in the Outfield): Al the Boss Angel
- 1994: Camp Nowhere de Jonathan Prince: Dennis Van Welker
- 1994: Radioland Murders de Mel Smith: Zoltan
- 1995: El guardià de les paraules (The Pagemaster) de Pixote Hunt i Joe Johnston: M. Dewey
- 1995: Coses per fer a Denver quan ets mort (Things to Do in Denver When You're Dead) de Gary Fleder: Pieces
- 1995: Rent-a-Kid de Fred Agarbar: Lawrence "Larry" Kayvey
- 1996: Cadillac Ranch de Lisa Gottlieb: Wood Grimes
- 1997: The Real Rosse de Tom DiCillo: Ernst
- 1999: My Favorite Martian) de Donald Petrie: oncle Martin
- 1999: Alice in Wonderland de Nick Willing: el Cavaller blanc
- 1999: Baby Geniuses de Bob Clark: Heep
- 1999: Man on the Moon de Miloš Forman: ell mateix
- 2001: Kids world de Dale G. Bradley: Leo
- 2002: Interestatal 60 (Interstate 60): Ray
- 2002: Wish You Were Dead de Valerie McCaffrey: Bruce
- 2007: Flakes de Michael Lehmann: Willie
- 2010: Snowmen de Robert Kirbyson: The Caretaker
- 2010: Last Call de Greg Garthe: Pete
- 2010: Piranha 3D d'Alexandre Aja: M. Carl Goodman
- 2011: InSight de Richard Gabai: Shep
- 2011: Love, Wedding, Marriage de Dermot Mulroney: Dr. George
- 2012: Dead Before Dawn d'April Mullen: Horus Galloway
- 2012: Piranha 2 3D de John Gulager: M. Carl Goodman
- 2012: Serial Buddies de Keven Undergaro: Dr. Von Gearheart
- 2012: Excusa Me for Living de Ric Klass: Lars
- 2014: A Milion Ways to Die in the West de Seth MacFarlane: Dr. Emmett Brown
- 2014: Sin City: (Sin City: A Corona to Kill For) de Robert Rodriguez i Frank Miller: Dr. Kroening
- 2014: 88 de April Mullen: Cyrus
- 2015: Abner, el capità de Arnold Grossman: Abner
- 2015: Cold Moon de Griff Furst: James Redfield
- 2016: I Am Not a Serial Killer de Billy O'Brien: Crowley
- 2017: Un cop amb estil (Going in Style), de Zach Braff: Milton Kupchak
- 2017: Musa (Muse), de Jaume Balagueró: Bernard Rauschen
- 2017: The Sound, de Jenna Mattison: Clinton Jones
- 2018: Boundaries, de Shana Feste: Stanley
- 2018: Making a Killing, de Devin Hume: Lloyd Mickey
- 2018: Rerun, d'Alyssa Rallo Bennett: futur George Benson
- 2021: Nobody, d'Ilya Naishuller: David Mansell
- 2021: Senior Moment, de Giorgio Serafini: Sal Spinelli
- 2021: Queen Bees, de Michael Lembeck: Arthur Lane
- 2021: The Tender Bar, de George Clooney: avi Moehringer
- 2022: Spirit Halloween: The Movie, de David Poag: Alec Windsor
- 2022: Tankhouse, de Noam Tomaschoff: Buford
- 2023: Self Reliance, de Jake Johnson:
- 2023: Nandor Fodor and the Talking Mongoose, d'Adam Sigal: Harry Price
- 2023: Camp Hideout, de Sean Olson: Falco

### Televisió
- 1976: The Adams Chronicles (fulletó TV): Alexandre Ier de Rússia
- 1978: Lacy and the Mississippi Queen (TV) de Robert Butler: Jennings
- 1978: The Word (fulletó TV): Hans Bogardus
- 1978 - 1979: Barney Miller - temporada 5, episodis 9 i 20: Arnold Scully / Vincent Carew
- 1978 - 1983: Taxi - 85 episodis, temporades 1 a 5: el reverend Jim Ignatowski
- 1979: The Fantastic Seven (TV) de John Peyser: Skip Hartman
- 1980: Semi-Tough - temporada 1, episodi 4: Frank Mullens
- 1981 - 1982: Best of the West - temporada 1, episodis 1, 4 i 15: The Calico Kid
- 1982: Pilgrim, Farewell (TV) de Michael Roemer: Paul
- 1983: September Gun (TV) de Donu Taylor: Jack Brian
- 1984: Cheers - temporada 2, episodis 21 i 22: Phillip Semenko
- 1984: Old Friends (TV) de Michael Lessac: Jerry Forbes
- 1985: Street Hawk - temporada 1, episodi 1: Anthony Corrido
- 1986: Amazing Stories - temporada 2, episodi 8: Professor B. O. Beanes
- 1987: Tales from the Hollywood Hills: Pat Hobby Teamed with Genius (TV) de Rob Thompson: Pat Hobby
- 1991: Back to the Future: The Animated Series - temporada 1, episodi 1: Dr. Emmett « Doc » Brown
- 1992: Road to Avonlea - temporada 3, episodi 3: Alistair Dimple
- 1992: T Bone N Weasel (TV) de Lewis Teague: William « Weasel » Weasler
- 1992: Dead Ahead: The Exxon Valdez Disaster (TV) de Paul Seed: Frank Iarossi
- 1994: In Search of Dr. Seuss (TV) de Vincent Paterson: M. Hunch
- 1995: Fallen Angels - temporada 2, episodi 7: The Continental Op
- 1996: The Right to Remain Silent (TV) d'Hubert C. de la Bouillerie: Johnny Benjamin
- 1997: Quicksilver Highway (TV) de Mick Garris: Aaron Quicksilver
- 1997: Changing Hàbits de Lynn Roth: Theo Teagarden
- 1997: Angels in the Endzone (TV) de Gary Nadeau: Al the Boss Angel
- 1998: The Ransom of Red Chief (TV) de Bob Clark: Sam Howard
- 1999: It Came From the Sky (TV) de Jack Bender: Jarvis Moody
- 1999: Convergence de Gavin Wilding: Morley Allen
- 1999: Dinner at Fred's de Shawn Thompson: el pare
- 1999: Spin City - temporada 3, episodi 18: Owen Kingston
- 2001: Wit (TV) de Mike Nichols: Dr. Harvey Kelekian
- 2001: Chasing Destiny (TV) de Tim Boxell: Jet James
- 2001: On the Edge (TV) de Helen Mirren: Attorney Bum
- 2001: When Good Ghouls Go Bad (TV) de Patrick Read Johnson: oncle Fred Walker
- 2002: The Big Time de París Barclay: Doc Powers
- 2002: Malcolm - temporada 4, episodi 3: Walter, el pare de Hal
- 2003: Ed - temporada 3, episodi 21: Burt Kiffle
- 2003: Tremors - temporada 1, episodis 2, 5 i 8: Dr. Cletus Poffenberger
- 2004: Grim and Evil - temporada 3, episodi 2
- 2004: I Dream - temporada 1, episodis 2, 3, 4 i 13: Professor Toone
- 2005: The West Wing - temporada 6, episodi 14: Lawrence Lessig
- 2005: Detective (TV) de David S. Cass Sr.: Anderson
- 2004: Admissions de Melissa Painter: Stewart Worthy
- 2005: Bad Girls from Valley High de John T. Kretchmer: M. Chauncey
- 2005: Nens terribles de Terry Nemeroff: el reverend Burr
- 2005 - 2006: Stacked - temporades 1 i 2: Harold March
- 2006: Masters of Horror - temporada 2, episodi 8: Everett Neely
- 2006: A Perfect Day de Peter Levin: Michael
- 2007: Numb3rs - temporada 4, episodi 9: Ross Moore
- 2008: Law & Order: Criminal Intent - temporada 7, episodi 17: Carmine
- 2009: Philadelphia - A Very Sunny Christmas (TV) de Fred Savage: Santa Claus John #2
- 2009: Meteor: El Camí de la destrucció de Ernie Barbarash: Dr. Daniel Lehman
- 2009: Call of the Wild de Richard Gabai: Bill Hale
- 2009: Santa Buddies: The Legend of Santa Paws (TV) de Robert Vince: Stan Cruge
- 2010: Chuck - temporada 3, episodi 16: Dr. Leo Dreyfus
- 2010: Nova York, secció criminal: El Màgic
- 2010: Les Bruixes de Oz de Leigh Slawner: El màgic d'Oz
- 2011: Fringe, temporada 3, episodi 10: Roscoe Joyce
- 2012: The Oogieloves in the Big Balloon Adventure de Matthew Diamond: Lero Sombrero
- 2012: Kings of Van Nuys de Ted Wass: Jackie
- 2013: Raising Hope, temporada 3, episodi 11: Dennis
- 2013: The Adventures of Mickey Matson and the Copperhead Treasure de Harold Cronk: Jack, l'avi
- 2014: The Michael J. Fox Show, episodi « Health »: principal McTavish
- 2014: Blood Lake: Attack of the Killer Lampreys: l'alcalde Akerman
- 2014: Pirate's Code: The Adventures of Mickey Matson de Harold Cronk: Jack, l'avi
- 2014: Zodiac: Signs of the Apocalypse, temporada 7, episodi 5: Martin Kahn
- 2014-2015: Granit Flats, 12 episodis: Stanfield Hargraves
- 2014: El Bosc de l'Estrany, 4 episodis: Woodsman (veu)
- 2015: Els Simpson, estació 26, episodi 14: « My Fare Lady »
- 2015: Just in Time for Christmas de Sean McNamara: Bob